# Ty Lawson
Tywon Ronell „Ty“ Lawson (* 3. November 1987 in Clinton, Maryland) ist ein US-amerikanischer Basketballspieler. Er wurde im NBA-Draft 2009 an 18. Stelle von den Minnesota Timberwolves ausgewählt und direkt zu den Denver Nuggets transferiert, wo er den Großteil seiner NBA-Laufbahn verbrachte. Während seiner College-Zeit spielte Lawson an der University of North Carolina und wurde mit dem Titel des ACC-Player of the Year ausgezeichnet. Er war damit der erste Point Guard seit 1978, der diese Auszeichnung bekam.

## Leben und Karriere

### High School
Lawson besuchte zunächst die Bishop McNamara High School in Forestville, Maryland. Später wechselte er auf die Oak Hill Academy in Virginia. Dort nahm er auch an vielen Turnieren teil, wie dem McDonald's All-American Game und dem Nike Hoop Summit. In seinem Senior-Schuljahr brachte er es auf 23,8 Punkte pro Spiel, 9,1 Assists sowie 5 Steals.

### College
In der Saison 2006/07 spielte Lawson für die University of North Carolina Tar Heels. In seiner Junior-Saison erzielte er in 38 Spielen 10,2 Punkte pro Spiel und 5,6 Assists. Des Weiteren verhalf er seinem Team zum Titel der Atlantic Coast Conference in der regulären Saison. In seinem Sophomore-Jahr erzielte Lawson 12,7 Punkte pro Spiel und 5,8 Assists. Er verpasste jedoch einige Spiele aufgrund einer Knöchelverletzung. 
2009 gewann er mit seinem Team die nationale NCAA Division I Basketball Championship. Lawson wurde mit dem Titel des ACC Player of the Year ausgezeichnet. Außerdem gewann er den Bob Cousy Award (bester College Point Guard). Er erzielte durchschnittlich 16,6 Punkte, 6,6 Assists und 2,1 Steals. Mit seinen 8 Steals in einem Finalspiel brach Lawson den Rekord für die meisten Steals in einem Championship-Spiel. 
Am 6. Juni 2008 wurde er beim Fahren unter Alkoholeinfluss erwischt. Seine Werte lagen zwar unter dem erlaubten Maß, doch er machte sich trotzdem strafbar, da das Trinken von Alkohol in den Vereinigten Staaten erst ab 21 Jahren erlaubt ist.

### NBA
Bei der NBA-Draft 2009 wurde Lawson an 18. Stelle von den Minnesota Timberwolves ausgewählt, dann jedoch direkt zu den Denver Nuggets transferiert. In den Vorbereitungsspielen brachte er es in durchschnittlich 16,5 Minuten auf 7,5 Punkte bei einer Trefferquote von 52,9 % aus dem Feld. Sein Rookiejahr spielte er als Backup für Chauncey Billups und erzielte 8,3 Punkte und 3,1 Assists pro Spiel. 
Nachdem Billups im Februar 2011 die Nuggets verlassen hatte, übernahm Lawson die Position als startender Point Guard. Am 9. April 2011 erzielte Lawson mit 37 Punkten einen Karriererekord. Dabei traf er die ersten 10 Drei-Punkt-Würfe in Folge, was einen NBA-Rekord bedeutete. Aufgrund eines ligaweiten Lockouts spielte Lawson sieben Spiele für den litauischen Verein Žalgiris Kaunas. Nach Ende des Lockouts kehrte er zu den Nuggets zurück.
Bereits in seinem dritten Jahr startete er in allen 64 Spielen für die Nuggets und erzielte 16,4 Punkte und 6,6 Assists pro Spiel. Im Jahr darauf erreichte er mit den Nuggets die drittbeste Bilanz der Western Conference und qualifizierte sich für die Playoffs. Dort schied man jedoch überraschend in der ersten Runde aus. 2013/14 erzielte Lawson mit 17,6 Punkten, 8,8 Assists und 3,5 Rebounds pro Spiel jeweils Karrierebestwerte, Denver verpasste jedoch die Playoff-Qualifikation. Trotz guter spielerischer Leistungen – Lawson legte mit 9,6 Assists pro Spiel einen Klubrekord auf – verpassten die Nuggets erneut die Playoffs. 
Nachdem bekannt wurde, dass Lawson zum wiederholten Male beim Fahren unter Alkoholeinfluss erwischt und verurteilt wurde, entschlossen sich die Nuggets, nicht mehr mit Lawson zu planen.
Lawson begab sich daraufhin in eine Entzugsklinik und wurde einige Tage später, am 20. Juni 2015, zusammen mit einem Zweitrunden-Draftpick im Tausch gegen Joey Dorsey, Nick Johnson, Kostas Papanikolaou, Pablo Prigioni und einen Erstrunden-Draftpick zu den Houston Rockets verkauft. Bei den Rockets konnte er jedoch die Erwartungen nicht erfüllen und wurde bereits nach einem halben Jahr von den Rockets entlassen, nachdem kein Team Interesse an einem Tausch gezeigt hatte. Wenige Tage nach seiner Entlassung unterschrieb Lawson einen Vertrag bei den Indiana Pacers.
Nach Ablauf seines Vertrages bei den Pacers blieb Lawson bis Ende August ohne neuen Vertrag und einigte sich schließlich mit den Sacramento Kings auf einen Vertrag für die Spielzeit 2016/17.